# Mosquée El Ghouri
La mosquée El Ghouri (arabe : مسجد الغوري) est une ancienne mosquée tunisienne, qui n'existe plus de nos jours et qui était située au sud de la médina de Tunis.

## Localisation
Elle se trouvait sur la rue El Haddadine.

## Étymologie
Elle tire son nom du cheikh Abi Yahia Ben Abi Baker El Ghouri El Safakisi (arabe : أبي يحيى بن أبي بكر الغوري الصفاقسي), un savant et jurisconsulte du VIIIe siècle.